# Граденигов синдром
Граденигов синдром или Gradenigo-Lannois syndrome, или запаљење врха пирамиде слепоочне кости, је екстрадурално запаљење код секундарног апикалног петрозитиса, које се карактерише тријасом симптома: супуративним запаљењем средњег ува, болом у пределу дистрибуције тригеминалног живца и парезом живца абдуценса. Клиничку слику карактерише парализа живца абдуценса (са двосликама), неуралгија живца тригеминуса и гнојни секрет из ува. Лечи се радикалним хируршким захватом и антибиотицима. Сличне симптоме може изазвати и ендокранијско ширење малигног тумора назофаринкса.

## Епоними
Синдром је добио име по двојици лекара који су га описали: Ђузепу Граденигу, италијанском оториноларингологу и Морису Ланоау.

## Историја
Синдром је први пут описао Ђузепе Градениг 1904. године, као тријас симптома:
- Периорбитални једнострани бол — који је последица запаљења тригеминалног живца),
- Диплопија — изазвана отоком и парализом шестог нерва (абдуценса)
- Упорна отореја — која је повезаана са бактеријском инфекцијом средњег ува и запаљење врха пирамиде слепоочне кости (петрозитиса).[4]

Класични облик Граденигов синдром као једна од компликација запаљења средњег ува данас је постао веома редак у ери све масованије примене антибиотика.

## Етиологија
Изазива га екстрадурални апсцес или едем врха пирамиде слепоочне кости (петрозитис) у току акутног гнојног запаљења средњег ува и/или мастоидитиса.

## Клиничка слика
Клиничка слика синдрома укључује следеће знаке болести:
- Ретроорбитал бол, који настаје у области упале офталмолошких гране тригеминалног или петог лобањског живца,
- Парализа, која настаје у области абдуценса или шестог лобањског живца,[5]
- Пурулентно запаљење средњег ува.

Други симптоми болести могу бити фотофобија, претерано сузење ока, повишена температура и грозница, и смањена осетљивост рожњаче.

## Дијагноза
У узнапредовалој фази акутног гнојног запаљења средњег ува, када постоје испади кранијалних нерава, треба посумљати на Граденигов синдром. Дијагноза се може поставити на основу компјутеризоване томографије или нуклеарне магнетне резонанце.
Због појаве гранулома на бази лобање, понекад се синдром погрешно дијагностикује као малигни тумор епифаринкса.

## Диференцијална дијагноза
За диференцијалну дијагнозу потребна је отоскопија, микроотоскопија, и радиолошка дијагностика. Раније конвенционални снимци слепоочне кости по Шулеру и Стенверсу данас све више замењује компјутеризоване томографије или нуклеарне магнетне резонанце.

## Терапија
Успех терапије заснива се на раном препознавању болести и раној пероралној и локалној примени високих доза антибиотика: цефтриаксона и метронидазола (који покрива спектар анаеробних бактерија). Терапију треба продужити на дужи период, чак и ако пацијент субјективно адекватно реагује на краћи терапијски третман, како би се постигли што бољи резултати.
У тежим, или касно откривеним случајевима може бити потребно урадити  тимпаноцентезу или апикалну петросектомију (са аспирацијом течности) или мастоидектомију.

## Компликације
Могуће компликације Градениговог синдрома су: екстрадурални апсцес и менингитис.
Иако као и петрозитис Граденигов синдром може довести до фаталних последица због: менингитиса, интракранијалних апсцеса, ширења запаљења на базу лобање и захватања IX, X и XI кранијалног живца (Вернетов синдром), превертебралних/парафарингеалних апсцеса и ширења у симпатички плексус око каротидне овојнице, инциденција наведених компликација знатно је смањена појавом антибиотика.